# Bensylbensoat
Bensylbensoat är en organisk förening som bland annat används i läkemedlet Tenutex och insektsmedel för att behandla skabb och löss.  För skabb är antingen permetrin eller malation vanligtvis att föredra. Det appliceras på huden som en lotion. Vanligtvis behövs två till tre applikationer. Det finns också i Balsam av Peru, Tolu balsam och i ett antal blommor.
Biverkningar kan vara irritation av huden. Det rekommenderas inte till barn. Det används också till djur, men det anses dock vara giftigt för katter. Hur det fungerar är oklart.
Bensylbensoat studerades första gången för medicinskt bruk 1918. Det ingår idag i Världshälsoorganisationens lista över viktiga läkemedel. Bensylbensoat säljs bland annat under varumärket Scabanca och finns som generisk medicin. Det är inte tillgängligt för medicinskt bruk i USA.

## Kemi
Den är en organisk förening med formeln C14H12O2. Det är estern av bensylalkohol och bensoesyra. Den bildar antingen en viskös vätska eller fasta flingor och har en svag, söt-balsamisk lukt. Den förekommer i ett antal blommor (t.ex. tuberos, hyacint) och är en del av Balsam av Peru och Tolu balsam.

## Framställning
Bensylbensoat framställs industriellt genom reaktion av natriumbensoat med bensylklorid i närvaro av en bas eller genom transesterifiering av metylbensoat och bensylalkohol. Den är en biprodukt av bensoesyrasyntes genom toluenoxidation. Den kan också syntetiseras genom Tishchenko-reaktionen, med användning av bensaldehyd med natriumbensyloxid (genererad från natrium och bensylalkohol) som katalysator:

## Användning

### Medicinsk
Bensylbensoat är en effektiv och billig topisk behandling för mänskliga skabb. Det har vasodilaterande och spasmolytiska effekter och finns i många astma- och kikhosteläkemedel. Det används också som hjälpämne i vissa testosteronersättande mediciner (som Nebido) för behandling av hypogonadism.
Bensylbensoat används som en aktuell akaricid, skabicid och pedikulicid på djursjukhus.

### Ickemedicinsk
Bensylbensoat används som avstötningsmedel för chiggers, fästingar och myggor. Det används också som färgbärare, lösningsmedel för cellulosaderivat, mjukgörare och fixeringsmedel inom parfymindustrin.

## Biverkningar
Bensylbensoat har låg akut toxicitet hos försöksdjur. Det hydrolyseras snabbt till bensoesyra och bensylalkohol. Bensylalkohol metaboliseras därefter till bensoesyra. Konjugaten av bensoesyra (hippursyra och glukuroniden av bensoesyra) elimineras snabbt i urinen. När det ges i stora doser till försöksdjur kan bensylbensoat orsaka hyperexcitation, förlust av koordination, ataxi, kramper och andningsförlamning.
Bensylbensoat kan vara irriterande för huden när det används som en aktuell skabicid. Överdosering kan leda till blåsor och nässelfeber eller utslag kan uppstå som en allergisk reaktion.
Som ett hjälpämne i vissa testosteronersättande injicerbara läkemedel, har bensylbensoat rapporterats som orsak till anafylaxi i ett fall i Australien. Bayer inkluderar denna rapport i information till vårdpersonal och rekommenderar att läkare "bör vara medvetna om risken för allvarliga allergiska reaktioner" mot preparat av denna typ. I Australien visar rapporter till ADRAC, som utvärderar rapporter om biverkningar för Therapeutic Goods Administration, flera rapporter om allergiska problem sedan anafylaxifallet från 2011.